# Mundbach
La Mundbach est une rivière affluente droite du Rhône. 

## Géographie
Situé en Valais dans la vallée de Gredetsch (Gredetschtal en allemand) sur la rive droite du Rhône, elle rejoint ce dernier à la hauteur de Gamsen entre Viège et Brigue. Cette vallée est encore intacte, sans remontées mécaniques, ni habitations et appartient au Patrimoine mondial de l'Unesco Jungfrau-Aletsch-Bietschhorn.

### Sources
- Carte topographique, Swisstopo